# Star Alliance
Star Alliance — старейший из существующих, крупнейший и наиболее представительный авиационный альянс в мире. Штаб-квартира объединения находится во Франкфурте (Германия).
Альянс был образован 14 мая 1997 года пятью крупными авиакомпаниями: Air Canada, Lufthansa, Scandinavian Airlines, Thai Airways International и United Airlines. На текущий момент в состав объединения входят 27 авиакомпаний. 
Ежедневно самолётами авиакомпаний альянса выполняется более 21,1 тысяч регулярных рейсов по 1329 аэропортам в 195 странах мира. В 2012 году общий пассажирооборот авиакомпаний Star Alliance составил 678,5 миллионов человек.

## Направления сотрудничества
Существуют следующие направления сотрудничества участников альянса:
- Frequent flyer program — интеграция программ лояльности пассажиров, которая позволяет участникам бонусных программ любой из авиакомпаний альянса накапливать и использовать мили на рейсах других авиакомпаний альянса.
- Пассажиры высоких классов и участники бонусных программ элитных уровней авиакомпаний альянса имеют доступ в залы ожидания повышенной комфортности других компаний-участников альянса
- Расписания авиакомпаний максимально гармонизированы, чтобы транзитные пассажиры авиакомпаний альянса меньше времени тратили на трансферы.
- Специальные условия для кругосветных или аналогичных путешествий рейсами членов альянса, скидки при заказе таких индивидуальных рейсов
- Гармонизированы службы работы с клиентами, налажен обмен опытом между авиакомпаниями альянса.
- Кооперация в развитии информационных технологий

Такое тесное сотрудничество стало поводом к подозрениями в неконкурентном поведении, и альянс прошёл проверку Европейским Союзом, которая повлияла на конкурентную среду и вхождение авиакомпаний в альянс. В случае, если бы были смягчены требования европейского законодательства, авиакомпании альянса могли бы слиться в единую корпорацию. До создания Star Alliance авиакомпании Northwest Airlines и KLM работали в тесном сотрудничестве, и подобное сотрудничество было предшественником современной системы альянсов. До 1993 года существовали ранние формы сотрудничества авиакомпаний, на более или менее глубоком уровне в течение десятилетий. Создание Star Alliance было вехой в истории авиакомпаний и способствовало созданию альянсов-конкурентов SkyTeam и Oneworld.
Альянс начал развивать «региональную» концепцию в 2004 году, и это помогло Star Alliance выйти на региональные рынки с участием местных перевозчиков. Региональные члены Star Alliance должны пользоваться поддержкой полноправного члена Star Alliance.
Альянс занимает треть рынка перевозок в оценке в пассажиро-километрах. Штат перевозчиков Star Alliance составляет в общей сложности более 458 тысяч пилотов, стюардесс, работников других профессий. Star Alliance был объявлен лучшим мировым альянсом Skytrax в 2007 году.

## История
- 1997 — Альянс был создан авиакомпаниями Air Canada, Lufthansa, Scandinavian Airlines System, Thai Airways International, и United Airlines. VARIG присоединился к альянсу позже.
- 1999 — Ansett Australia, All Nippon Airways и Air New Zealand вступили в альянс.
- 2000 — Singapore Airlines, British Midland International, Mexicana и группа Austrian Airlines, включая Austrian Airlines, Tyrolean Airways и Lauda Air вошли в альянс.
- 2001 — Ansett Australia стала банкротом.
- 2003 — Asiana Airlines, LOT Polish Airlines и Spanair вошли в альянс.
- 2004 — US Airways вошла в альянс. Mexicana вышла из альянса и заключила код-шеринговое соглашение с American Airlines, членом конкурирующего альянса oneworld. Adria Airways и Croatia Airlines (при поддержке Lufthansa), а также Blue1 (при поддержке SAS) стали региональными членами альянса.
- 2005 — TAP Portugal вошла в альянс. После банкротства US Airways и её слияния с America West Airlines, объединённая компания приняла название US Airways и, таким образом, сохранила членство в альянсе.
- 2006 — Swiss International Air Lines и South African Airways вошли в альянс.
- 2007 — VARIG исключён из альянса 31 января. Air China и Shanghai Airlines вошли в альянс 12 декабря.
- 2008 — Turkish Airlines вошла в альянс с 1 апреля, EgyptAir вошла в альянс в июле.
- 2009 — Continental Airlines перешла в Star Alliance из конкурирующего альянса SkyTeam 24 октября. 9 декабря Brussels Airlines вошла в альянс.
- 2010 — TAM Airlines, крупнейшая авиакомпания Бразилии, вошла в альянс 13 мая. Затем 30 июня в альянс вошла греческая Aegean Airlines. В связи со слиянием с China Eastern Airlines (готовящейся к вступлению в SkyTeam), 31 октября альянс покинула Shanghai Airlines.
- 2011 — Ethiopian Airlines вошла в альянс 13 декабря.
- 2012 — Continental Airlines прекратила существование, слившись с United Airlines. 27 января Spanair объявил о банкротстве. 20 апреля bmi перешла в конкурирующий альянс oneworld в качестве компании, аффилированной с British Airways. 21 июня в альянс вошли Avianca, TACA Airlines и Copa Airlines. 30 ноября в альянс вошла авиакомпания Shenzhen Airlines.
- 2013 — 18 июня EVA Air вошла в альянс. TACA Airlines слилась с Avianca.
- 2014 — TAM Airlines перешла в конкурирующий альянс Oneworld, слившись с LAN Airlines. US Airways также перешла в альянс Oneworld в связи с планирующимся объединением с авиакомпанией American Airlines. 11 июля Air India вошла в альянс.

## Совместная работа в альянсе
- С 2008 все члены Star Alliance присоединятся к South African Airways в Терминале 1 лондонского аэропорта Хитроу.
- Все члены Star Alliance переедут в Терминал 3 Пекинского аэропорта, чтобы упростить трансфер пассажиров с Air China и других членов Star Alliance.[6]
- Ожидается, что все члены Star Alliance переедут в новый Терминал 2 шанхайского аэропорта Пудун для того, чтобы сделать проще трансферы Air China и другими членами Star Alliance.[6]
- международные рейсы Star Alliance в международном аэропорту Сан-Франциско будут обслуживаться в Посадочной Зоне G кроме рейсов Air Canada и Asiana Airlines.
- В июне 2006 года все члены Star Alliance кроме Air China и Air New Zealand переехали в Южное крыло Терминала 1 токийского аэропорта Нарита для гармонизации рейсов с All Nippon Airways.
- Члены Star Alliance в Каирском международном аэропорту будут обслуживаться в новом Терминале 3 сразу после его открытия в 2008 году для облегчения обслуживания вместе с EgyptAir. [7]
- Все члены Star Alliance в международном аэропорту Майами (Air Canada, United, Lufthansa and Swiss) переедут в новый Зал J.

## Фирменная раскраска самолётов альянса
Небольшой логотип Star Alliance (около 10 см в диаметре) можно найти с обеих сторон входной двери на любом самолёте авиакомпаний-членов Star Alliance.
Кроме того, по условиям договора члены Star Alliance обязаны окрасить несколько принадлежащих им самолётов в цвета Star Alliance — белый фюзеляж с надписью «STAR ALLIANCE» и чёрный хвост с эмблемой Star Alliance. Однако Singapore Airlines, Air New Zealand и Lufthansa несут на хвосте собственный логотип вместо эмблемы Star Alliance. Asiana Airlines была первой авиакомпанией в альянсе, перекрасившей свои самолёты в цвета Star Alliance.

## Членство в альянсе
Начиная с 2004 Star Alliance разделил всех своих членов на «полноправных членов» и «региональных членов». Прежде чем стать региональным членом, авиакомпания должна была получить поддержку полноправного члена. Первоначально, региональными членами стали Adria Airways и Croatia Airlines (при поддержке Lufthansa), а также Blue1 (при поддержке SAS). Впоследствии, эти три авиакомпании стали полноправными членами, а региональными членами стали именовать аффилированные авиакомпании (которые принадлежат или находятся в договорных отношениях с полноправным членом Star Alliance), использующие для своих рейсов коды своей «родительской» авиакомпании или партнёра-полноправного члена Star Alliance.
Все аффилированные авиакомпании предоставляют Star Alliance самолёты, обычно изображают логотип Star Alliance на своих самолётах, печатных материалах и рекламе. В некоторых случаях (например, Air New Zealand) брендирование «родительского» полноправного члена бывает настолько сильным, что пассажиры не осознают, что аффилированные авиакомпании являются самостоятельными.
В то же время, полноправным членам альянса могут полностью или частично принадлежать аффилированные авиакомпании, не являющиеся региональными членами альянса. Например, несмотря на вхождение в альянс колумбийской авиакомпании Avianca, членами альянса не стали аффилиированные Avianca Brazil и Avianca Ecuador. В ту же категорию попадают аффилиированные компании, занимающиеся грузовыми и чартерными перевозками.

### Члены альянса и их подразделения
| Член альянса                  | Страна                    | Год вступления | Подразделения и аффилированные компании | Аффилированные компании, не являющиеся членами альянса                 |
| ----------------------------- | ------------------------- | -------------- | --- | ---------------------------------------------------------------------- |
| Aegean Airlines               | Греция                    | 2010           | Olympic Air |                                                                        |
| Air Canada1                   | Канада                    | 1997           | Air Canada Express операторы: → Air Georgian → EVAS Air → Jazz Aviation → Sky Regional Airlines Air Canada Rouge Air Canada Jetz                                                                    |                                                                        |
| Air China                     | Китай                     | 2007           | | Air Macau Dalian Airlines Shandong Airlines                            |
| Air India                     | Индия                     | 2014           | |                                                                        |
| Air New Zealand               | Новая Зеландия            | 1999           | Air New Zealand Link операторы: → Air Nelson → Mount Cook Airline |                                                                        |
| All Nippon Airways            | Япония                    | 1999           | Air Japan ANA Wings | AirAsia Japan Peach                                                    |
| Asiana Airlines               | Республика Корея          | 2003           | | Air Busan                                                              |
| Austrian Airlines             | Австрия                   | 2000           | Austrian Arrows операторы: → Tyrolean Airways |                                                                        |
| Brussels Airlines             | Бельгия                   | 2009           | | Korongo Airlines                                                       |
| Copa Airlines                 | Панама                    | 2012           | Copa Airlines Colombia |                                                                        |
| Croatia Airlines              | Хорватия                  | 2004           | |                                                                        |
| EgyptAir                      | Египет                    | 2008           | EgyptAir Express | Air Cairo Air Sinai Smart Aviation Company                             |
| Ethiopian Airlines            | Эфиопия                   | 2011           | | ASKY Airlines                                                          |
| EVA Air                       | Китайская Республика      | 2013           | | Uni Air                                                                |
| LOT                           | Польша                    | 2003           | Nordica | EuroLOT LOT Charters                                                   |
| Lufthansa1                    | Германия                  | 1997           | Lufthansa Regional² операторы: → Air Dolomiti³ → Augsburg Airways → Eurowings³ → Lufthansa CityLine³                                                                                                | Germanwings SunExpress4                                                |
| Scandinavian Airlines System1 | Дания · Норвегия · Швеция | 1997           | Blue1 | Wideroe Air Greenland                                                  |
| Shenzhen Airlines             | Китай                     | 2012           | | Henan Airlines Kunming Airlines                                        |
| Singapore Airlines            | Сингапур                  | 2000           | | SilkAir Singapore Airlines Cargo Tiger Airways Tiger Airways Australia |
| South African Airways         | ЮАР                       | 2006           | Airlink South African Express | Mango Congo Express                                                    |
| Swiss International Air Lines | Швейцария                 | 2006           | Swiss European Air Lines | Edelweiss Air Swiss Private Aviation                                   |
| TAP Portugal                  | Португалия                | 2005           | Portugalia PGA Express | -                                                                      |
| Thai Airways International1   | Таиланд                   | 1997           | | Nok Air Thai Smile                                                     |
| Turkish Airlines              | Турция                    | 2008           | | Anadolu Jet North Cyprus Airlines SunExpress4 B&H Airlines             |
| United Airlines1              | США                       | 1997           | United Express² операторы: → Cape Air → Colgan Air → CommutAir → ExpressJet Airlines → GoJet Airlines → Mesa Airlines → Silver Airways → Shuttle America → SkyWest Airlines → Trans States Airlines |                                                                        |

1 Основатели альянса 

² Региональные авиакомпании, работающие под торговыми марками Air Canada Express, Air New Zealand Link, Austrian Arrows, Lufthansa Regional и United Express в большинстве случаев не входят в Star Alliance, однако выполняемые ими рейсы под данными брендами находятся в маршрутной сети альянса. 

³ Члены программы Lufthansa Regional полностью принадлежат холдингу Deutsche Lufthansa AG 

4 Принадлежит совместно Lufthansa и Turkish Airlines 

### Потенциальные члены альянса
- Air Malta — о переговорах с этой авиакомпанией сообщил бывший CEO Star Alliance Jaan Albrecht в интервью 1 июня 2009 года. Air Malta обладает код-шеринговыми соглашениями с членами Star Alliance: Austrian Airlines, Brussels Airlines, Lufthansa, Swiss и Turkish Airlines, а также позволяет членам бонусных программ компаний Lufthansa и Swiss использовать мили для полётов на своих рейсов, даже без соответствующего код-шеринга.
- JetBlue Airways — 13 декабря 2007 года член Star Alliance Lufthansa приобрёл 19 % акций JetBlue, открыв возможность для вхождения в альянс этой авиакомпании.[11][12]
- UTair — было выдвинуто желание вступить в альянс. «ЮТэйр» имела код-шеринговые соглашения с членами Star Alliance: Lufthansa и Turkish Airlines[13].

### Бывшие члены
- Ansett Australia — прекратила существование в 2001 году.
- Mexicana — вышла из альянса в 2004 после решения не возобновлять кодшеринговое соглашение с United Airlines и подписать кодшеринговое соглашение с American Airlines (член Oneworld).
- VARIG — покинул альянс 31 января 2007 года вследствие глобальной реструктуризации.
- Shanghai Airlines вышла из альянса ввиду будущего объединения с авиакомпанией China Eastern Airlines
- Continental Airlines прекратила существование после объединения с авиакомпанией United Airlines
- Spanair — прекратила существование в 2012 году.
- bmi — покинула альянс в 2012 году вследствие слияния с International Airlines Group, подразделения которой British Airways и Iberia являются членами конкурирующего альянса Oneworld.
- Blue1 — работала в альянсе с 2004 по 2012 годы.
- TACA Airlines — слилась в 2013 году с Avianca (членом Star Alliance).
- TAM Airlines - вышла из альянса в 2014 году после объединения с авиакомпанией LAN Airlines (членом альянса Oneworld).
- US Airways - вышла из альянса в 2014 году в связи с планирующимся объединением с авиакомпанией American Airlines (членом альянса Oneworld).
- Adria Airways - прекратила своё существование в 2019-м году, вследствие банкротства.
- Avianca - прекратила своё существование в 2020-м году, вследствие банкротства, вызванного убытками из-за эпидемии COVID-19